# Busseola
Genre
Busseola est un genre de lépidoptères (papillons) de la famille des Noctuidae.

## Liste d'espèces
Selon Catalogue of Life (21 février 2023) :
- Busseola convexilimba Strand, 1913
- Busseola fusca Fuller, 1901
- Busseola fuscantis Hampson, 1918
- Busseola hirsuta Boursin, 1954
- Busseola longistriga Draudt, 1950
- Busseola mesophaea Hampson, 1914
- Busseola obliquifascia Hampson, 1909
- Busseola pallidicosta Hampson, 1902
- Busseola phaia Bowden, 1956
- Busseola praepallens Hampson, 1910
- Busseola quadrata Bowden, 1956
- Busseola rufidorsata Hampson, 1914
- Busseola sacchariphaga Fletcher, 1926
- Busseola segeta Bowden, 1956
- Busseola submarginalis (Hampson, 1891)

## Liste des espèces et sous-espèces
Selon NCBI (21 février 2023) :
- Busseola fusca
- Busseola nairobica
- Busseola phaia
  - sous-espèce Busseola phaia phaia
- Busseola quadrata
- Busseola segeta